# Benzaldehyde
Benzanđehit (tiếng Anh: benzaldehyde; tên khác: anđehit benzoic), C6H5CHO. Là hợp chất hữu cơ thuộc loại anđehit thơm đơn giản nhất. Chất lỏng không màu, để lâu có màu vàng, mùi hạnh nhân; ts = 179 oC; khối lượng riêng 1,046 g/cm³. Ít tan trong nước; dễ tan trong etanol, ete, benzen, clorofom. Trong không khí, bị oxy hoá thành axit benzoic. Điều chế bằng cách oxy hoá trực tiếp toluen bằng MnO2 và H2SO4 khi có chất xúc tác V2O5; thủy phân benziliden chloride; từ benzen và cacbon oxit với sự có mặt của AlCl3 khan và HCl. Dùng điều chế chất thơm, phẩm nhuộm loại triphenylmetan, vv.

## Tham Khảo
1. ↑  William M. Haynes (2014), CRC Handbook of Chemistry and Physics (ấn bản thứ 95), CRC press, tr. 3-34, ISBN 9781482208689
2. ↑  "GESTIS Substance database". Institute for Occupational Safety and Health of the German Social Accident Insurance. Bản gốc lưu trữ ngày 3 tháng 3 năm 2016. Truy cập ngày 21 tháng 8 năm 2012.